# Stanisław Adamczak
Stanisław Wiktor Adamczak (ur. 25 października 1948 w Sandomierzu) – polski inżynier, profesor nauk technicznych, rektor Politechniki Świętokrzyskiej w kadencjach 2008–2012 i 2012–2016.

## Życiorys
Absolwent Collegium Gostomianum w Sandomierzu (1966). W 1972 ukończył studia na Wydziale Mechaniki Precyzyjnej Politechniki Warszawskiej. Stopień naukowy doktora uzyskał w 1977 na Politechnice Świętokrzyskiej, natomiast doktora habilitowanego – w 1994 w Wyższej Szkole Transportu i Łączności w Żylinie. W 1997 otrzymał nominację profesorską na Słowacji, zaś 4 listopada 1999 w Polsce. Specjalizuje się w metrologii technicznej, systemach jakości oraz technologii maszyn.
Od 1972 związany z Politechniką Świętokrzyską. W latach 1997–2000 był kierownikiem Samodzielnego Zakładu Technologii Maszyn, w 2000 objął kierownictwo Katedry Technologii Mechanicznej i Metrologii. Od 2002 do 2008 sprawował funkcję dziekana Wydziału Mechatroniki i Budowy Maszyn. W 2008 został wybrany na rektora PŚk, w 2012 uzyskał reelekcję.
W latach 1991–1994 był zaocznym stażystą w Wyższej Szkole Transportu i Łączności w Żylinie. W 1997 został profesorem wizytującym na Uniwersytecie Technicznym w Wiedniu. W latach 2011–2014 był wiceprzewodniczącym Komitetu Metrologii i Aparatury Naukowej PAN. Został członkiem Akademii Inżynierskiej w Polsce.
Żonaty z Alicją Adamczak. Członek Związku Harcerstwa Polskiego, instruktor w stopniu harcmistrza. Inicjator powstania i opiekun zespołu wokalno-instrumentalnego „Wołosatki”.

## Odznaczenia i wyróżnienia
- Złoty Krzyż Zasługi (2001)[6]
- Medal Komisji Edukacji Narodowej (1995)
- Order Uśmiechu (2016)[7]
- Złoty medal z okazji 100-lecia wydziału mechanicznego VUT w Brnie (2000)
- Złoty medal wydziału mechanicznego Uniwersytetu Technicznego w Ostrawie (2001)[4]
- Srebrny medal z okazji 50-lecia Uniwersytetu Żylińskiego (2003)
- Honorowy medal z okazji 50-lecia Uniwersytetu Technicznego w Koszycach (2002)[4]
- Nagroda Miasta Kielce (1999)
- Tytuł doktora honoris causa Uniwersytetu Technicznego w Koszycach (2003), Uniwersytetu Żylińskiego (2007) i Uniwersytetu Technicznego w Ostrawie (2009)[4]
- Tytuł honorowego obywatela Sandomierza[8] oraz gminy Lutowiska[9]